# Hans Schwichtenberg
Hans Schwichtenberg (* 22. Juli 1910 in Lübeck; † 3. August 1991) war ein deutscher Politiker (SPD).

## Leben
Schwichtenberg lernte nach dem Schulbesuch von 1925 bis 1929 den Beruf des Buchdruckers. Als zünftiger Geselle ging er anschließend bis 1932 auf Wanderschaft und besuchte ab 1932 eine Gewerkschaftsschule. Ab 1933 war er arbeitslos. 1936/1937 war er Bauarbeiter, bis 1945 arbeitete er als Revolverdreher. Von 1945 bis 1948 war er gewerkschaftlicher Jugendsekretär.
Im Oktober 1946 wurde er in die Lübecker Bürgerschaft gewählt, der er zunächst bis Oktober 1948 angehörte, dann wieder von April 1951 bis März 1970.
Beruflich war er ab 1948 als Rotationsdrucker tätig, er war außerdem Betriebsratsvorsitzender.
1954 wurde er im Landtagswahlkreis Lübeck-Nord in den Landtag Schleswig-Holsteins gewählt. Er war Mitglied des Ausschusses für Heimatvertriebene, des Ausschusses für Jugendfragen und gehörte dem Eingabenausschuss sowie dem Verkehrsausschuss an. Außerdem war Schwichtenberg Mitglied des Landeswahlausschusses. Mit Ablauf der Wahlperiode schied er im Oktober 1958 aus dem Landtag aus.
Zu seinen Ehrenämtern gehörte unter anderem der Vorsitz des Ortsvereins Lübeck der IG Druck und Papier; er war Vorstandsmitglied der Landesversicherungsanstalt Schleswig-Holstein.